# Mamma är gud
|  | Denne artikel er oprettet af botten PalnaBot ud fra en ekstern database. Den kan derfor have sproglige fejl eller mangler. Denne skabelon kan fjernes efter kontrol af indholdet. |

Mamma är gud er en dokumentarfilm fra 2013 instrueret af Maria Bäck.

## Handling
Skal jeg danse? spørger jeg. Ja, svarer min mor. Hvor skal jeg så danse? På afdelingen, svarer hun. Du kan være psykotisk. Men jeg har jo aldrig været psykotisk! griner jeg. Min mor svarer hurtigt: Det gør da ikke noget. Det er jo en dokumentar. "Mamma är Gud", er en fragmentarisk film om forskellige oplevelser af virkelighed. Vi taler om en film. Det er filmen.